# さいたま市立七里小学校
さいたま市立七里小学校（さいたましりつ ななさとしょうがっこう）は、埼玉県さいたま市見沼区にある公立小学校。略称は「七小（ななしょう）」。

## 概要
- 校庭の楠がシンボル。
- 見沼田圃北端の台地上にあり、埼玉県道105号さいたま鳩ヶ谷線（旧：日光御成街道）に面する。
- 東側には校歌にも詠まれている見沼代用水東縁が流れ、田畑が多く残る。
- 西側には見沼田圃を埋め立てた公営団地が林立し、商店街も多い。
- 公営団地が完成して児童数が急増した1970年代には、仮設プレハブ校舎が建てられて校庭が狭くなったため、体育授業時には七里中学校の建設予定地を利用していた。
- 児童の交通事故死を機に、ヘルメットをかぶっての通学を開始した。
- 近隣には小学校以外にも、中学校（七里中学校・大谷中学校）、高校（大宮東高校）が新設された。
- 学区内の公営団地に外国人が多く居住していることもあり、国際理解教育や親善行事、各国からの視察団来校が盛んである。
- 全学年、朝マラソンを行い、年に1回持久走大会がある。
- 体育館は校内敷地が手狭なため、学校前を通る埼玉県道105号さいたま鳩ヶ谷線（旧：日光御成街道）を挟んだ反対側にある。そのため、体育館での授業前後には、歩道橋を渡って移動する必要がある。
  - この歩道橋には県道から上る階段の他に、児童が体育館 - 校舎間を移動するための児童専用通路（出入口）が校舎側と体育館側に設けられている。校舎から体育館に移動する際に利用する通路には、雨天時の移動の際に傘を差さずに済むよう、歩道橋部分を含め雨除けが設けられている。

## 沿革

### 経緯
江戸末期の寺子屋から続き、1872年の学制公布直後に小学校として創立。初代の校長（大教授心得）は清浦奎吾（後の第23代内閣総理大臣）である。1970年代、公営団地の完成により児童数が増加、最終的に4校に分かれた。

### 年表
- 1872年 - 風渡野の大圓寺に風渡野小学校として創立。
- 1901年 - 成徳尋常小学校として現在地へ移転。
- 1909年 - 膝子尋常小学校へ改称。
- 1913年 - 七里村発足により、七里村立七里尋常小学校へ改称。
- 1914年 - 高等科を併設して、七里尋常高等小学校へ改称。
- 1941年 - 七里国民学校に改称。
- 1947年 - 七里村立七里小学校に改称。
- 1955年 - 七里村が大宮市に編入合併され、大宮市立七里小学校に改称。
- 1974年 - 蓮沼小学校分離。
- 1976年 - 大谷小学校分離。
- 1979年 - 東宮下小学校分離。
- 1997年 - 中華人民共和国山西省友好協会来校、新建路第二小学校と姉妹校提携。
- 1999年 - アメリカ合衆国教職員団来校。
- 2000年 - 中日友好文化教育交流団来校。
- 2001年 - 浦和市・大宮市・与野市が合併してさいたま市が発足し、現校名に改称。アメリカ合衆国教職員団来校。
- 2002年 - 創立130周年記念の七里小学校歴史資料室完成。

## 基礎データ

### 交通アクセス
- 東武野田線（東武アーバンパークライン）七里駅より徒歩18分
- 東武バスウエスト（岩01・岩02・岩04系統）、さいたま市見沼区コミュニティバス「七里学校前」停留所から徒歩3分
- 国際興業バス（東大81・七里01系統）、さいたま市見沼区コミュニティバス「神宮台入口」停留所から徒歩3分

### 学区
- 新堤：全域
- 東宮下（大字）：埼玉県道65号さいたま幸手線以西の地域
- 東宮下一丁目 - 三丁目：全域
- 東門前：見沼代用水東縁以東の地域
- 風渡野：見沼代用水東縁以東の地域

## 主な学校行事
- 4月 - 開校記念日（4月21日）
- 5月 - 親善球技会
- 6月 - 全校徒歩遠足
- 9月 - 運動会
- 10月 - 科学展
- 11月 - 持久走大会
- 12月 - 交流給食
- 1月 - 埼玉県小学校管楽器演奏発表会
- 2月 - なわとび大会

## 活動
- 11のクラブ活動と、9の委員会がある。

## 卒業生
- 遠藤憲昭 - プロデューサー
- 深澤真紀 - コラムニスト